# Carolina Fernández
Carolina Fernández (geboren Ende der 1980er Jahre in Mérida), genannt La Chispa, ist eine spanische Tänzerin und Sängerin des Flamenco.

## Leben und Werk
Carolina Fernández begann ihre Karriere ursprünglich als Flamenco-Tänzerin, doch wurde rasch ihr Gesangstalent entdeckt. Seit 2011 steht sie regelmäßig auf Spaniens Bühnen und Konzertsälen – allein oder mit namhaften Kollegen wie Canelita, Rancapino oder Mitgliedern der Familie Vargas. 2014 erhielt sie ein Stipendium der Diputación de Badajoz, um an der Fundación Cristina Heeren de Arte Flamenco in Sevilla zu studieren. Ihnen Künstlernamen La Chispa (deutsch: Funke) erhielt sie von Flamenco-Meister Antonio Caballero. Er sieht in ihr „einen neuen strahlenden Funken des Flamenco“. Sie wurde mehrfach verglichen mit ihren berühmteren Kolleginnen Niña Pastori, Marina Heredia und Mayte Martín.
Die Sängerin trägt besonders gerne Tangos und Bulerías vor. Letztere sind ausgelassen, im Rhythmus rasant und gelten als fröhliche Tanzmusik für Feste.

## Auszeichnungen (Auswahl)
- Concurso de Cante Flamenco Sierra de Hornachos
- Premio de Cantes extremeño